# Megacoelus hiekei
Megacoelus hiekei är en skalbaggsart som beskrevs av Reé Michel Quentin och Jean François Villiers 1970. Megacoelus hiekei ingår i släktet Megacoelus och familjen långhorningar.
Artens utbredningsområde är Malawi. Inga underarter finns listade i Catalogue of Life.